# Fontenelle (Aisne)
Fontenelle es una comuna francesa situada en el departamento de Aisne, de la región de Alta Francia.

## Geografía
Fontenelle está ubicada cerca del departamento del Norte, a 20 km al norte de Vervins.

## Demografía
| 492 | 436 | 404 | 317 | 265 | 272 | 282 | 271 |
| Para los censos de 1962 a 1999 la población legal corresponde a la población sin duplicidades (Fuente: INSEE [Consultar]) |     |     |     |     |     |     |     |